# موسم زراعة

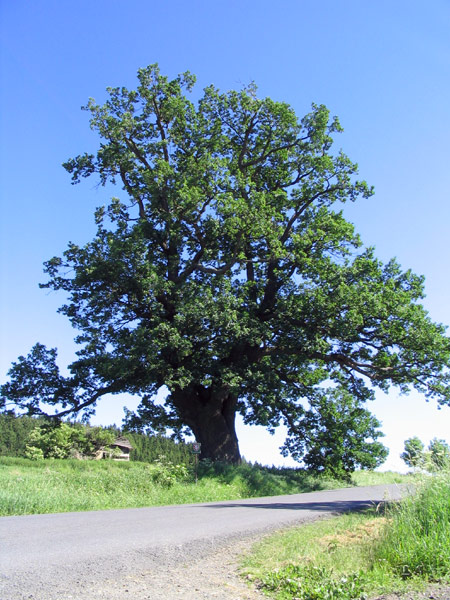

في علم النبات، والبستنة، والزراعة موسم الزراعة هو تلك الفترة من كل عام التي تنمو فيها النباتات الواطنة ونباتات الزينة؛ وعند قدرة المحاصيل على النمو.
ويتحدد موسم الزراعة عادة حسب المناخ والارتفاع، وفي البستنة والزراعة حسب اختيار المحاصيل النباتية. واستنادًا إلى الموقع، قد تكون درجة الحرارة، وساعات ضوء النهار (فترة الضوء)، والمطر، كلها من العوامل البيئية الحاسمة.

## أمريكا الشمالية
في الولايات المتحدة وكندا، موسم الزراعة يعني عادة الأيام بين آخر وأول صقيع، أو تقريبًا آخر وأول حدوث لدرجة الحرارة 0 درجة مئوية (التجمد) خلال الليل.
في المناطق الشمالية، تكون تقريبًا هي الفترة من مايو إلى أكتوبر، وفي مناطق جنوب وجنوب غرب كاليفورنيا هي تقريبًا الفترة من مارس إلى نوفمبر أو أطول من ذلك. وقد يؤدي القرب من الظروف الجوية البحرية القاسية إلى إطالة موسم الزراعة.

## أوروبا
في معظم أوروبا، يتحدد موسم الزراعة بمتوسط عدد الأيام في السنة التي يكون فيها معدل درجة الحرارة على مدار 24 ساعة 5 درجات مئوية على الأقل (يُستخدم معدل 6 درجات مئوية أحيانًا). وهذه الفترة عادة تكون من أبريل إلى أكتوبر أو نوفمبر، على الرغم من اختلافها إلى حدٍ كبير مع خط العرض والارتفاع. وموسم الزراعة يكون في الغالب على مدار العام في معظم مناطق البرتغال وغاليسيا، وقد يكون فقط من يونيو إلى سبتمبر في شمال فنلندا وأعلى جبال الألب. وقد يؤدي القرب من تيار الخليج والظروف الجوية البحرية القاسية إلى إطالة الموسم.
في المملكة المتحدة، تتحدد بداية موسم الزراعة عندما تتجاوز درجة الحرارة في خمسة أيام متتالية 5 درجات مئوية، وينتهي بعد خمسة أيام متتالية بدرجة حرارة أقل من 5 درجات مئوية. ومعدل طول الموسم في الفترة من عام 1961 إلى عام 1990 كان 252 يومًا (8.4 أشهر).

## المناطق الاستوائية والصحاري
في بعض المناطق ذات المناخ الدافئ، مثل السافانا شبه الاستوائية وصحراء سونوران أو في المناطق ذات المناخ المتوسطي، يكون موسم الزراعة محدودًا بتوفر المياه، مع القليل من المحصول في الموسم الجاف. وخلافًا لما يحدث في المناطق ذات المناخ الأكثر برودة حيث يمثل تساقط الثلوج أو تجمد التربة بشكل عام عقبة لا يمكن التغلب عليها تمنع نمو النباتات، فإنه يمكن غالبًا إطالة موسم الزراعة بشكل كبير في المناطق الحارة عبر الري باستخدام المياه من المناطق الأكثر برودة و/أو الأكثر رطوبة. وهذا في الحقيقة يمكنه أن يحقق ما هو أبعد من ذلك بالسماح بالزراعة على مدار العام في المناطق التي لا تدعم سوى النباتات الصحراوية بدون الري.